# William Ramsay, 1. Earl of Dalhousie
William Ramsay, 1. Earl of Dalhousie, 2. Lord Ramsay of Dalhousie (* nach 1602; † November 1672) war ein schottischer Politiker und Offizier.

## Familie
Er war der älteste Sohn von George Ramsay, 1. Lord Ramsay of Dalhousie und Margaret Douglas. Er wuchs auf dem Anwesen der Familie in Carrington, Midlothian auf.
Mit Vertrag vom 3. Oktober 1617 und gegen eine Mitgift von 20.000 Mark heiratete er in erster Ehe Margaret Carnegie, Tochter von David Carnegie, 1. Earl of Southesk und dessen Frau Margaret Lindsay. Mit ihr hatte er drei Töchter und vier Söhne:
- George Ramsay, 2. Earl of Dalhousie († 1674), ⚭ Lady Anne Fleming, Tochter des John Fleming, 2. Earl of Wigtown;
- Hon. John Ramsay;
- Hon. James Ramsay;
- Hon. William Ramsay († nach 1670), Captain des Heeres;
- Lady Marjorie Ramsay († nach 1664), ⚭ (1) James Erskine, 7. Earl of Buchan, ⚭ (2) James Campbell, Master of Auchterhouse;
- Lady Anne Ramsay, ⚭ (1) 1644 James Scrymgeour, 1. Earl of Dundee, ⚭ (2) 1670 Sir Henry Bruce of Clackmannan;
- Lady N.N. Ramsay.

Nachdem seine erste Frau im April 1661 gestorben war, heiratete er in zweiter Ehe Jacosa Apsley († 1663), Witwe des Lister Blount, Gutsherr von Bicester in Oxfordshire, Tochter des Sir Alan Apsley aus dessen Ehe mit Anne Carew. Diese Ehe blieb kinderlos.

## Leben
Von 1617 bis 1621 war er als Abgeordneter für Montrose Mitglied des schottischen Parlaments. 1629 erbte er beim Tod seines Vaters dessen Adelstitel als 2. Lord Ramsay of Dalhousie und wurde dadurch dauerhaft Mitglied des schottischen Parlaments. Am 29. Juni 1633 wurden ihm auch die Titel Earl of Dalhousie und Lord Ramsay of Keringtoun verliehen.
Als Offizier der Armee der Covenanters baute er ein Kavallerie-Regiment auf, als dessen Kommandeur er an den Schlachten von Marston Moor 1644 und Philiphaugh 1645 teilnahm. Trotz dieser Beteiligung unterstützte er später Karl II. 1646 erhielt er das Amt des Sheriffs von Edinburghshire.